# Principauté de Nassau-Sarrebruck
1391–1797
Entités précédentes :
- Comté de Sarrebruck

Entités suivantes :
- République cisrhénane

Le Nassau-Sarrebruck est un état impérial de la Haute-Lorraine, dont la capitale est Sarrebruck. À partir de 1381, le comté de Sarrebruck appartient à la branche Walram de la maison de Nassau. 

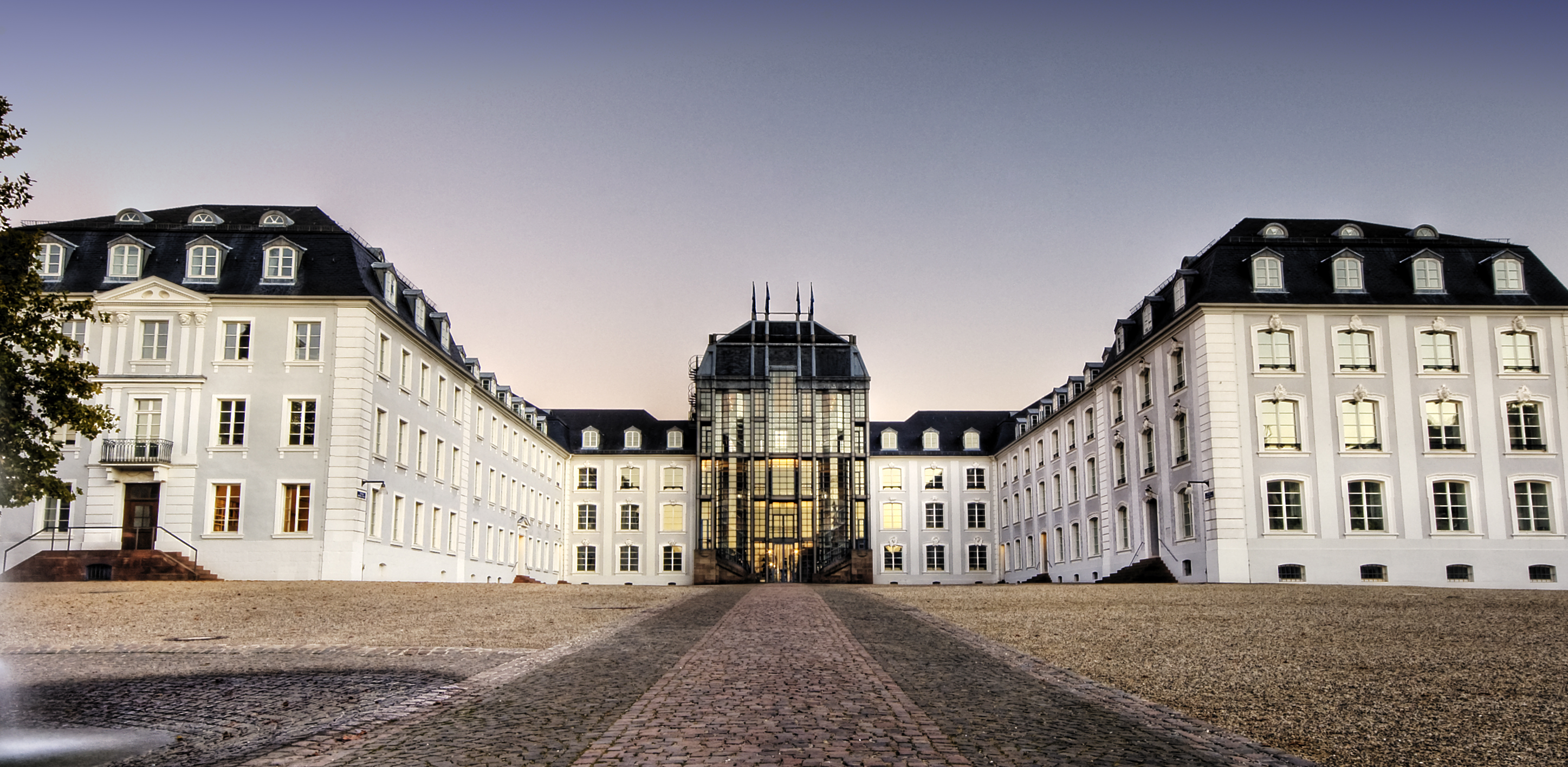
Palais de Sarrebruck.

## Histoire
Philippe Ier dirige à la fois Nassau-Sarrebruck et Nassau-Weilbourg et en 1393, il hérite par l'intermédiaire de son épouse Jeanne de Hohenlohe des seigneuries de Kirchheimbolanden et Stauf. Il reçoit également la moitié de Nassau-Ottweiler en 1393 et d'autres territoires plus tard au cours de son règne. Après sa mort en 1429, les territoires autour de Sarrebruck et le long de la Lahn sont maintenus unis jusqu'en 1442, date à laquelle ils sont de nouveau divisés entre ses fils en deux lignes: Nassau-Sarrebruck (à l'ouest du Rhin) et Nassau-Weilbourg (à l'est du Rhin). 
En 1507, le comte Jean-Louis Ier élargit considérablement son territoire en épousant Catherine, fille du dernier comte de Moers-Sarrewerden. En 1527, il hérite du comté de Saarwerden, y compris de la seigneurie de Lahr. Bien que, après sa mort en 1544, le comté est divisé en trois parties, les trois lignes (Ottweiler, Sarrebruck et Kirchheim) sont toutes éteintes en 1574 et toutes les parties de Nassau-Sarrebruck sont réunies jusqu'à 1629. Cette nouvelle division n'est toutefois exécutée qu'à la fin de la guerre de Trente Ans et, en 1651, trois comtés sont établis: Nassau-Idstein, Nassau-Weilbourg et Nassau-Sarrebruck. 

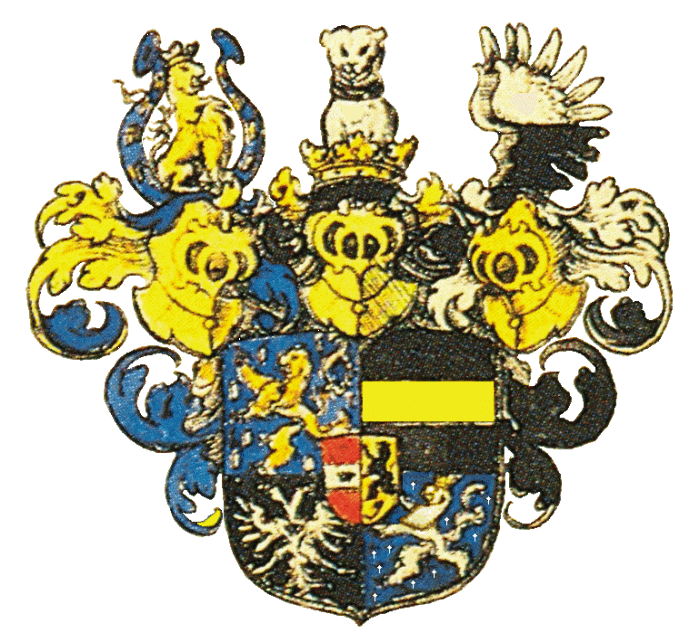
Les armoiries de Nassau-Sarrebruck.

Seulement huit ans plus tard, Nassau-Sarrebruck est à nouveau divisée en: 
- Nassau-Sarrebruck proprement dit, est rattaché à Nassau-Ottweiler en 1723
- Nassau-Ottweiler, est rattaché à Nassau-Usingen en 1728
- Nassau-Usingen

En 1728, Nassau-Sarrebruck est unie à Nassau-Usingen, qui hérite de Nassau-Ottweiler et de Nassau-Idstein. En 1735, Nassau-Usingen est à nouveau divisé en Nassau-Usingen et Nassau-Sarrebruck. En 1797, Nassau-Usingen hérite finalement de Nassau-Sarrebruck, il est réunifié avec Nassau-Weilbourg et est élevé au duché de Nassau en 1806. Le premier duc de Nassau est Frédéric-Auguste de Nassau-Usingen, mort en 1816. Guillaume, prince de Nassau-Weilbourg, hérite du duché de Nassau. Mais les territoires de Nassau-Sarrebruck sont occupés par la France en 1793 et annexés au département de la Sarre en 1797. Enfin, le comté de Nassau-Sarrebruck fait partie de la Prusse en 1814. 
Les armoiries combinent le lion des comtes de Saargau avec les croix de la maison de Commercy et sont utilisées lors de la création des armoiries de la Sarre.

## Possessions en 1797
- La principauté de Sarrebruck
- Comté d'Ottweiler
- quelques villages de l'abbaye de Wadgassen
- deux tiers du comté de Sarrewerden (le bailliage de Harskirchen, le reste appartenant à Nassau-Weilbourg)

## Les comtes de Nassau-Sarrebruck
- 1381-1429: Philippe Ier
- 1429–1472: Jean II
- 1472–1545: Jean-Louis
- 1545–1554: Philippe II
- 1554–1574: Jean III
- 1574–1602: Philippe III
- 1602–1625: Louis II
- 1629–1640: Guillaume
- 1640–1642: Crato
- 1642–1659: Jean-Louis II
- 1659–1677: Gustave-Adolphe
- 1677–1713: Louis-Crato
- 1713–1723: Charles-Louis
- 1723–1728: Frédéric-Louis
- 1728–1735: Charles

## Les princes de Nassau-Sarrebruck
- 1735–1768: Guillaume-Henri
- 1768–1794: Louis
- 1794–1797: Henri-Louis

## Sources
1. ↑  Johann Siebmacher, Erneuertes und vermehrtes Wappenbuch..., Nuremberg, Adolph Johann Helmers, 1703, Part I Table 14

- Les divisions de la carte de la maison de Nassau
- Sante, Wilhelm. Geschichte der Deutschen Länder - Territorien-Ploetz. Würzburg 1964.
- Köbler, Gerhard. Historisches Lexikon der Deutschen Länder . München 1988.